# Victor Lawson

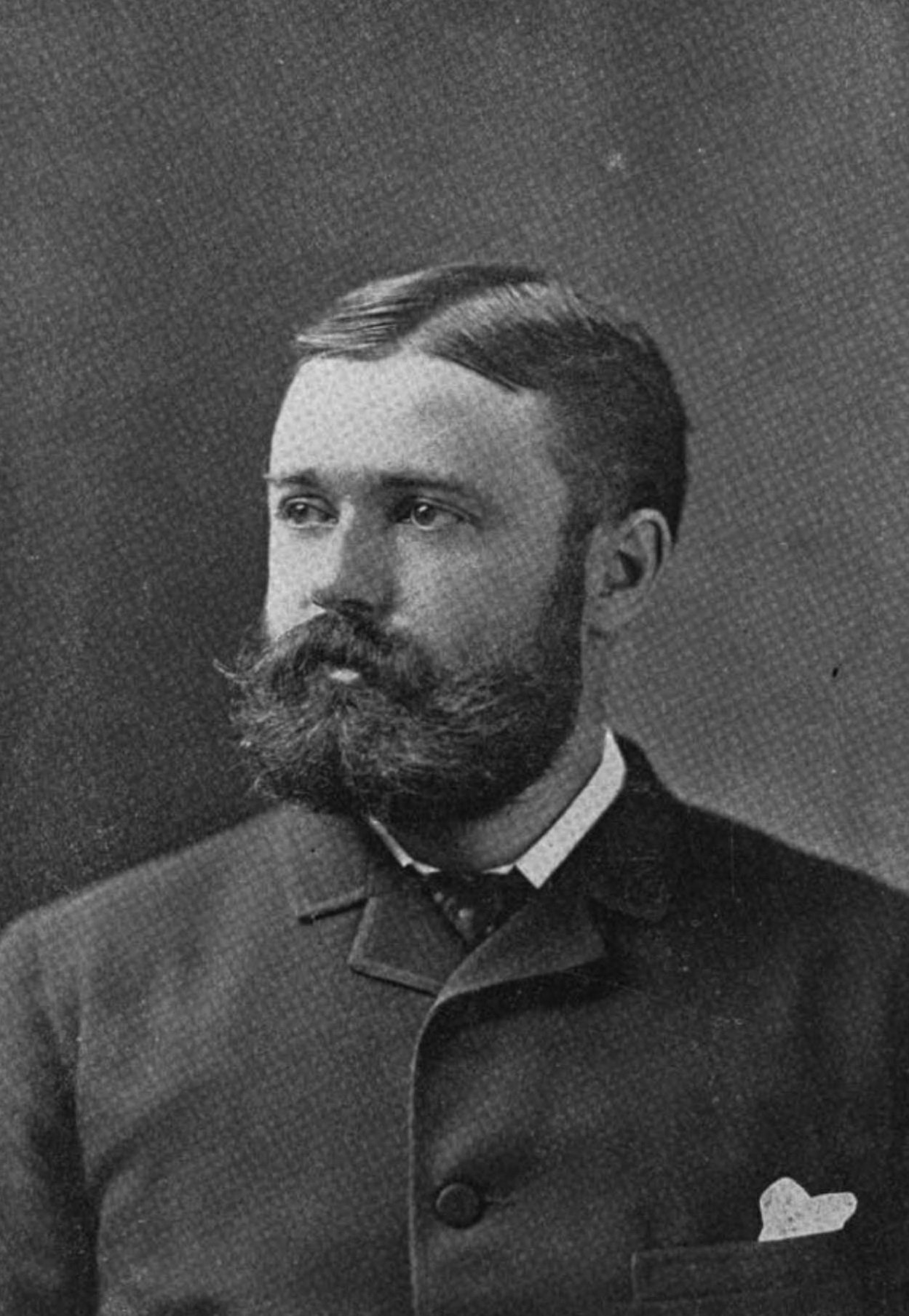
Victor Lawson.

Victor Fremont Lawson, född den 9 september 1850 i Chicago, Illinois, död där den 19 augusti 1925, var en amerikansk tidningsutgivare.
Lawson, som hade norskfödda föräldrar, var först affärsföreståndare vid den av hans far ägda norskamerikanska tidningen "Skandinaven", men köpte 1876 en andel i den nystartade pennytidningen Chicago Daily News, av vilken han 1888 blev ensam ägare. Under Lawsons ledning ökades dess spridning och inflytande, och tidningen intog en inom Amerikas tidningsvärld säregen ställning, i det den var lika mycket en familjetidning som en politisk och nyhetstidning. Den offrade inte åt sensation och var ett av reformvännernas inflytelserikaste organ. Tidningen var ett av de få amerikanska dagblad, som innehöll privattelegram från de skandinaviska länderna. Dess upplaga var i medeltal 320 000 exemplar (1910). Lawson var en av grundläggarna av den stora telegrambyrån Associated Press och var hela tiden en av dess ledande krafter. Han utgav från 1885 The Daily News Almanac, en årsbok, som torde ha varit den inom Amerika vidast spridda av alla uppslagsböcker av detta slag. Lawson bibehöll efter inköpet av Chicago Daily News detta namn för tidningens kvällsupplaga, men ändrade morgonupplagans namn till Chicago Record. Denna sammanslogs 1901 med Times-Herald och fick då namnet Record-Herald samt fick namnet Herald and Examiner. Lawson drev i sina tidningar en intensiv, omsider framgångsrik kampanj för upprättandet av regeringssparbanker och kallades därför "postsparbankens fader i Amerika". Han var både direkt och genom Chicago Daily News livligt verksam för filantropiska syften. 